# 10088 Digne
10088 Digne eller 1990 SG8 är en asteroid i huvudbältet som upptäcktes den 22 september 1990 av den belgiske astronomen Eric W. Elst vid La Silla-observatoriet. Den är uppkallad efter den franska staden Digne-les-Bains.
Asteroiden har en diameter på ungefär 6 kilometer.